# Best Aviation
Best Aviation of Best Air is een luchtvaartmaatschappij uit Bangladesh met haar thuisbasis in Dhaka.

## Geschiedenis
Best Aviation is opgericht in 2004.In 2007 heeft de Koeweitse firma Aqeeq Aviation Holding 49% van de aandelen overgenomen.

## Vloot
De vloot van Best Aviation bestaat uit:(april 2007)
- 1 Hawker Siddeley HS-748-300